# Andrejus Olijnikas
Andrejus Olijnikas (también conocido como Andrej Olijnik; Kaunas, 16 de octubre de 1987) es un deportista lituano que compitió en piragüismo en la modalidad de aguas tranquilas.
Ganó tres medallas en el Campeonato Mundial de Piragüismo entre los años 2011 y 2022, y tres medallas de bronce en el Campeonato Europeo de Piragüismo entre los años 2021 y 2024.
Participó en los Juegos Olímpicos de Río de Janeiro 2016, ocupando el quinto lugar en la prueba de K2 1000 m.

## Palmarés internacional
| Campeonato Mundial | Campeonato Mundial          | Campeonato Mundial | Campeonato Mundial |
| Año                | Lugar                       | Medalla            | Competición        |
| ------------------ | --------------------------- | ------------------ | ------------------ |
| 2011               | Szeged (Hungría)            | Medalla de plata   | K2 500 m           |
| 2018               | Montemor-o-Velho (Portugal) | Medalla de bronce  | K2 500 m           |
| 2022               | Halifax (Canadá)            | Medalla de plata   | K2 500 m           |
| Campeonato Europeo |                             |                    |                    |
| Año                | Lugar                       | Medalla            | Competición        |
| 2021               | Poznań (Polonia)            | Medalla de bronce  | K2 1000 m          |
| 2022               | Múnich (Alemania)           | Medalla de bronce  | K2 500 m           |
| 2024               | Szeged (Hungría)            | Medalla de bronce  | K2 500 m           |